# Ломска духовна околия
Ломската духовна околия е околия и архиерейско наместничество с център град Лом е част от Видинската епархия на Българската православна църква.

## Храмове
- „Св. Параскева“, Орсоя, построен през 1886 г.
- „Св. Параскева“, Брусарци, построен през 1917 г.
- „Св. Тройца“, Сливата, построен през 1939 г.
- „Св. Тройца“, Ярловица, построен през 1881 г., разрушен през 1970-те години, възстановен през 2009 г.
- "Св. Георги", Василовци
- „Св. Богородица“, Трайково, построен през 1870 г.
- „Въведение Богородично“, Дреновец
- "Успение Богородично", Сталийска махала, построен през 1934 г.
- „Св. Неделя“, Киселево, построен през 1928 г.
- „Свети Никола“, Крива бара, построен през 1843 г.
- „Св. Никола“, Буковец
- „Св. Никола“, Сливовик, построен през 1881 г., обновена е през 2005-2006 г.
- „Св. Петка“, Медковец, построен през 1866-1868 г.
- "Св. ап. Петър и Павел", Сталийска махала, построен през 1834 г.
- „Свето Възнесение“, Аспарухово, построен през 1932 г.
- „Свети Никола“, Мокреш, построен през 1856 г.

## Манастири
- Брусарски манастир „Св. Архангел Михаил“, Брусарци, действащ, мъжки, 19 век.
- Добридолски манастир „Св. Троица“ (Аязмо), Добри дол, действащ, мъжки, 19 век.